# Dagostinia
Dagostinia là một chi bướm đêm thuộc họ Geometridae.